# Glaresis longisternum
Glaresis longisternum es una especie de coleóptero de la familia Glaresidae.

## Distribución geográfica
Habita en Angola.